# 卡西姆·蘇萊曼尼
卡西姆·蘇萊曼尼（波斯語：قاسم سلیمانی，羅馬化：Qasem Soleimani，波斯語發音：[ɢɒːˌsem solejˈmɒːniː]；1957年3月11日—2020年1月3日）是伊朗伊斯兰革命卫队少将，自1998年起至2020年擔任聖城軍的指揮官。2011年晉升革命卫队少将军衔，主要负责境外军事和秘密行动。在他的晚年，他被部分人认为是伊朗僅次於哈梅内伊的人物。2020年，美军无人机在伊拉克巴格达国际机场附近发动空袭將他刺杀身亡。其遇刺後獲伊朗政府追晉中将軍銜。

## 生平

### 早年
蘇萊曼尼在克爾曼省拉波爾縣出生，父母是農民。13歲时，他为了償還父亲的債務而搬到城市里成为建筑工人。18岁的苏莱曼尼成为了一名水利建筑承包商，閑時会到健身房锻炼，也会去聆听霍梅尼一个学徒的说道。
他有六名兄弟姐妹和两子两女。

### 軍事生涯
1979年伊朗伊斯兰革命成功後，蘇萊曼尼加入新建的革命衛隊，並在兩伊戰爭中作戰。
在敘利亞內戰中，蘇萊曼尼協調親伊朗民兵幫助敘利亞政府對抗反政府武裝，並參與策劃和指揮軍事行動。有前美國官員認為巴沙爾政府得以存在至今，蘇萊曼尼功不可沒。
伊斯兰国攻佔伊拉克北部大片土地後，蘇萊曼尼於2014－15年協助指揮伊拉克政府聯同人民動員進行的反擊伊斯蘭國軍事行動。

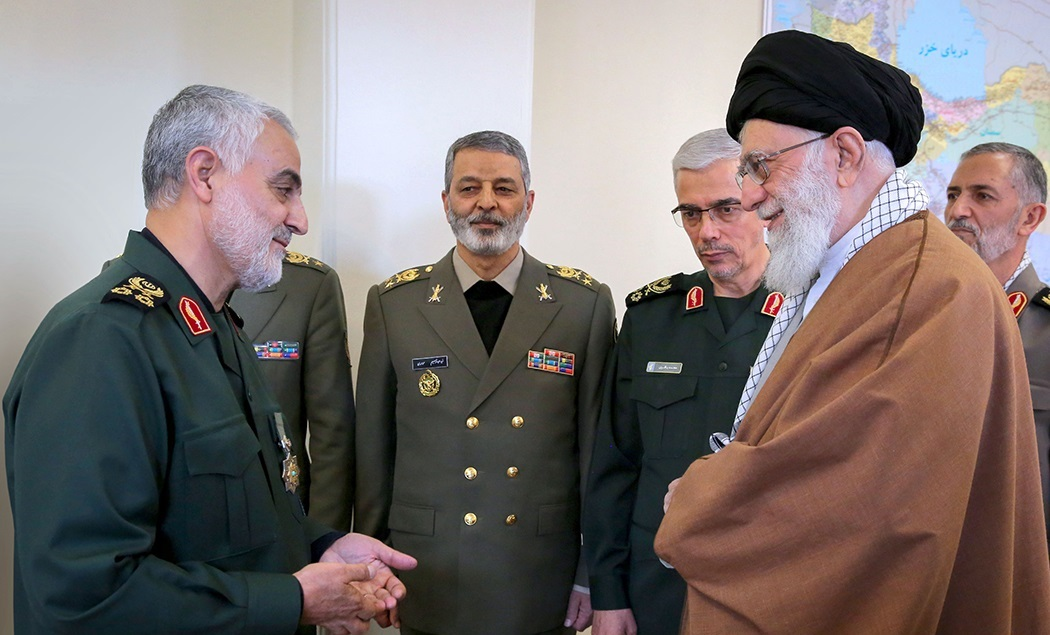
苏莱曼尼和最高领袖哈梅内伊，2019年3月。

蘇萊曼尼曾被西方媒體認為是當時中東地區最有影響力的戰地指揮官和軍事戰略家。他在伊朗於中东地区和美国的外交政策上有巨大的影响力，更被外界廣泛認為是伊朗第二最有權勢的人，比起民選的伊朗總統有更大權勢。
苏莱曼尼在伊朗及其中东的什叶派盟友中具有近乎神话般的地位。《时代》杂志评选他为2017年100位最具影响力人物之一，形容他为一位将虚构传奇特工「007」詹姆斯·邦德、二战德军元帥埃尔温·隆美尔与当代歌星女神卡卡的特点集于一身的人物。
美國在2005年認為他支持恐怖主義組織，將他列入恐怖主義份子名單。2007年聯合國安理會通過1747號決議，制裁伊朗的濃縮鈾計劃，在附件中，將蘇萊曼尼列為制裁對象列表中，對他發布國際旅行禁令。美國國務院發言人摩根·奥塔格斯稱他列名在聯合國安理會的恐怖份子名單中。美國歐巴馬政府時期，認定他曾涉入策劃多次在美國華盛頓特區暗殺沙烏地阿拉伯駐美國大使的事件，在2011年將他列入恐怖份子名單。法国国际广播电台引述網站伊朗外交的內容，因為涉嫌策劃暗殺沙烏地阿拉伯駐美大使，蘇萊曼尼在2007年曾被列入聯合國反恐名單。

### 遇刺
2020年1月3日，一架美国MQ-9“收割者”无人机在伊拉克巴格达国际机场附近向苏莱曼尼的车队发起攻击，苏莱曼尼死于空袭。一同丧生的还有伊拉克人民動員部隊副指揮官阿布·马赫迪·穆罕迪斯。同一天，伊朗追授蘇萊曼尼為中將，最高領袖阿里·哈梅內伊宣布全國哀悼3日，並宣稱發動襲擊的「罪犯」將會面臨嚴厲報復，又任命伊斯梅爾·賈尼为苏莱曼尼的继任人。美國總統唐納·川普對蘇萊曼尼之死表示祝贺，他说苏莱曼尼需要為数以千計美国人、伊拉克人和伊朗人的死亡负责。伊朗国内对苏莱曼尼的死讯反应激烈，有官员和学界人士在媒体上表现激动；民众在社交媒体上发表哀悼文和反美言论。

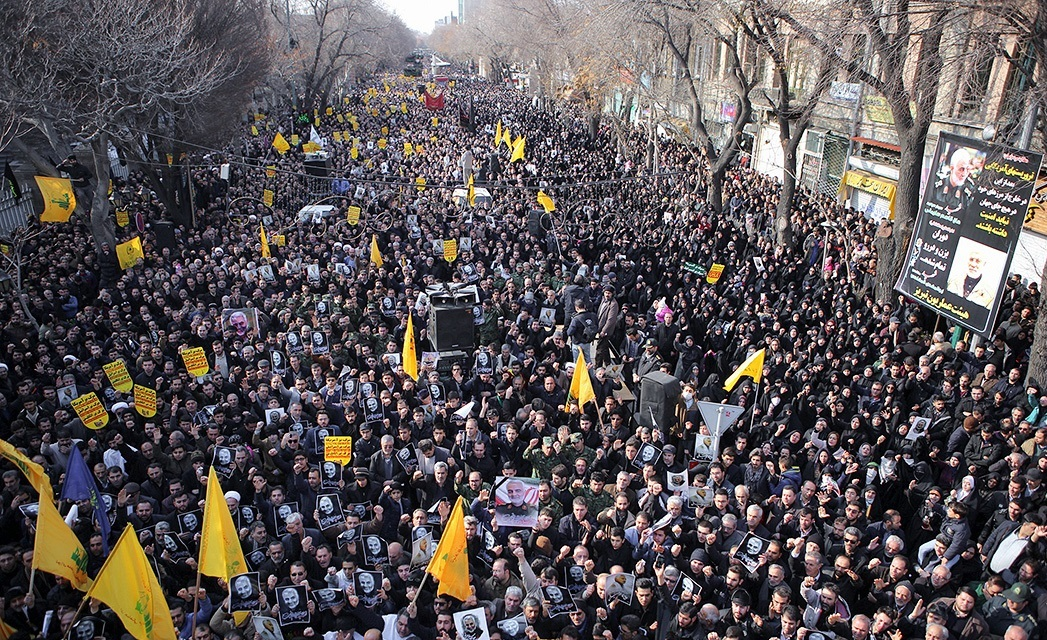
伊朗民众在蘇萊曼尼的死讯传出后上街示威游行，抗议美国的行动。

據伊拉克看守政府總理阿卜杜勒-迈赫迪表示，苏莱曼尼來伊拉克的目的是與自己會面，但美国在距离会见还有几个小时的时候杀死了苏莱曼尼。
美國總統唐纳德·特朗普表示，殺死蘇萊曼尼的動機是因為他密謀炸毀美國大使館。
《叙利亚圣战》（The Syrian Jihad）一书的作者查尔斯·李斯特（Charles Lister）認為苏莱曼尼被杀在战略意义和影响方面远远超过了「基地」组织首领奥萨马·本·拉登或「伊斯兰国」首领阿布·贝克尔·巴格达迪之死。李斯特說這件事讓美國與伊朗的敵對大幅升級，此前以色列就是因为担心杀死苏莱曼尼的后果而一再放弃除掉他的机会。李斯特認為苏莱曼尼之死将给伊朗在本地区的图谋造成重大损失。

### 丧礼

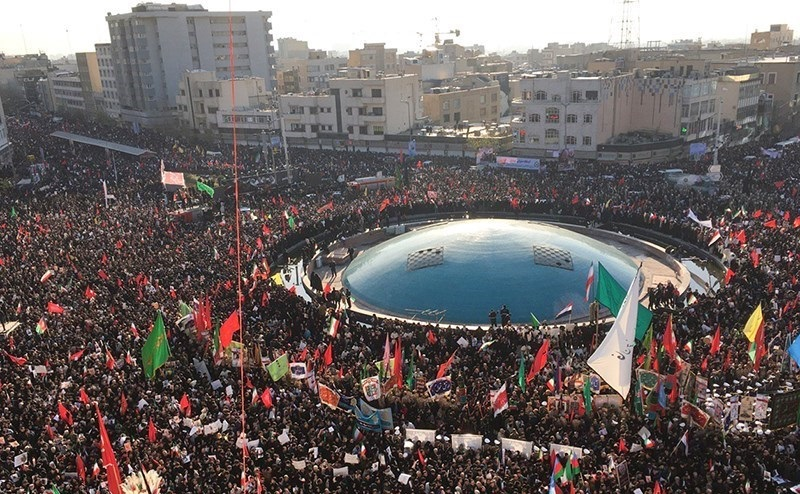
伊朗在德黑兰举行的丧礼，2020年1月6日。

苏莱曼尼普遍在国内被视为烈士，媒体指他是继鲁霍拉·穆萨维·霍梅尼后首位擁有多场丧礼荣誉的伊朗人。1月4日，伊拉克民众在巴格达为他举行丧礼游行并高叫反美和反以色列的口号。游行的起点是卡济米耶清真寺，伊拉克总理阿迪勒·阿卜杜勒-迈赫迪也在场。苏莱曼尼的遺體先后被带到什叶派圣城卡爾巴拉和納杰夫。
1月5日，多名身穿黑衣服装的伊朗民众在馬什哈德和阿瓦士上街游行，悼念苏莱曼尼。有一些激烈的人以流泪和拍打胸口表示哀悼。

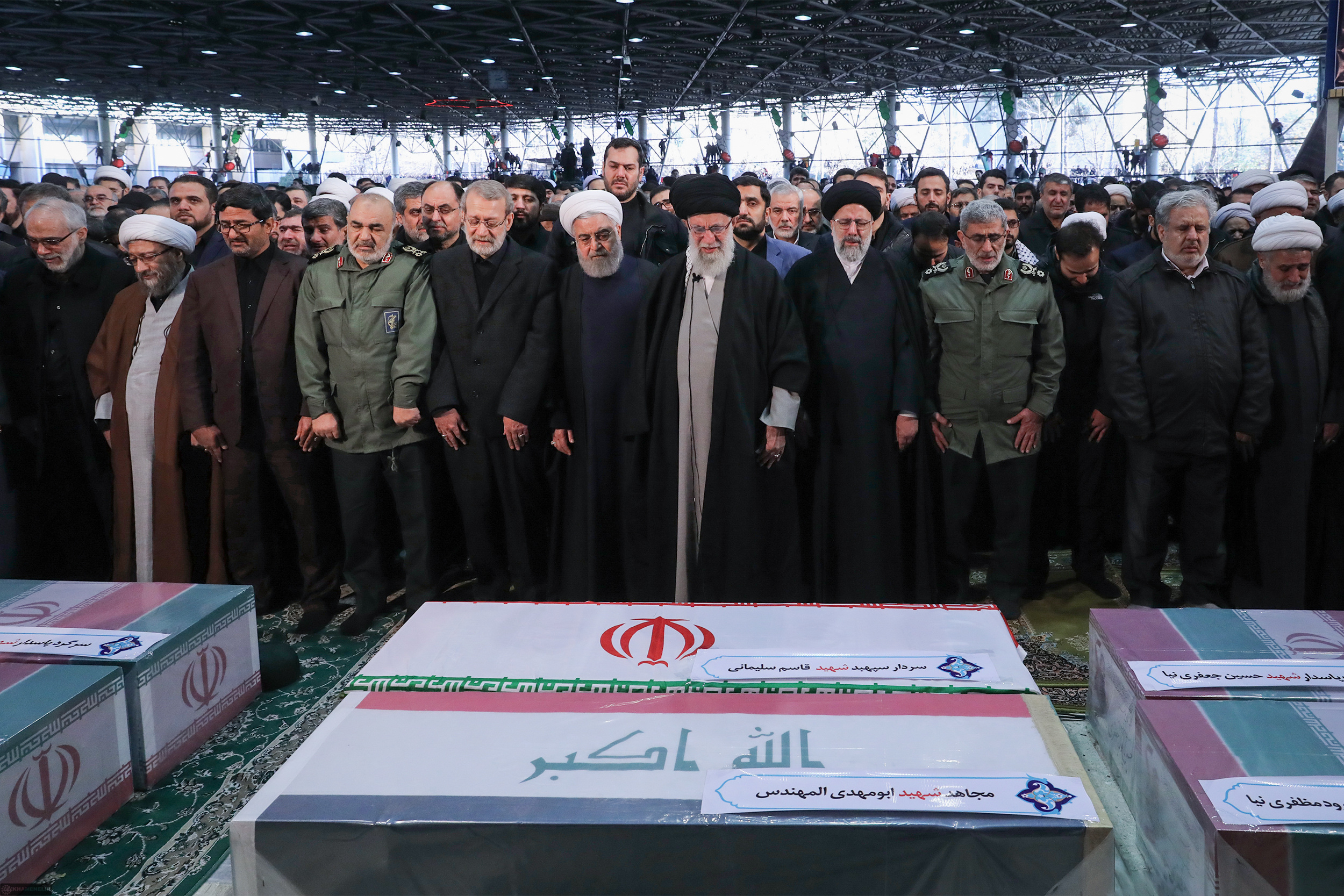
哈梅内伊和官员在1月6日的丧礼上。

6日，伊朗在首都德黑兰为苏莱曼尼举行正式的丧礼。多名出席的民众再次高叫反美口号。最高领袖阿里·哈梅內伊亲自主导祈祷，而苏莱曼尼的女兒对民众表示美军的家人將會为他的死付出代价。媒体也拍到哈梅内伊在丧礼上流泪的画面，评论称這顯示了哈梅内伊和苏莱曼尼的亲密关系。伊拉克什葉派穆斯林的領袖之一穆克塔达·萨德尔到访苏莱曼尼家中，向他的家人表示慰问。1月7日，蘇萊曼尼在其家乡克尔曼下葬，但送葬队伍发生踩踏意外，造成56人死亡，213人受伤。

## 紀念和遺產
2020年8月20日，伊朗国防部长宣布將一枚射程1400公里的地对地弹道导弹命名为“卡西姆·苏莱曼尼烈士”。
2022年1月1日，人民动员數千支持者在巴格達举行集会，纪念卡西姆·蘇萊曼尼被炸死两周年。1月3日凌晨，耶路撒冷邮报網站遭到黑客攻击，主页被一张与苏莱曼尼有关的图片所取代。